# Ida de Waldeck e Pyrmont
Ida Carolina de Waldeck e Pyrmont (26 de setembro de 1796 – 12 de abril de 1869) foi uma princesa alemã, membro da Casa de Waldeck e Pyrmont. Através do seu casamento com Jorge Guilherme, Príncipe de Eschaumburgo-Lipa, Ida pertencia também à Casa de Lipa e era princesa-consorte de Eschaumburgo-Lipa.

## Primeiros anos
Ida nasceu em Rhoden, no Principado de Waldeck e Pyrmont e era a segunda filha de Jorge I, Príncipe de Waldeck e Pyrmont e sua esposa, a princesa Augusta de Schwarzburg-Sondershausen.

## Casamento e descendência
Ida casou-se com Jorge Guilherme, Príncipe de Eschaumburgo-Lipa, filho de Filipe II Ernesto, Conde de Eschaumburgo-Lipa e da sua segunda esposa, a condessa Juliana de Hesse-Philippsthal, a 23 de junho de 1816 em Arolsen, no Principado de Waldeck e Pyrmont. Ida e Jorge Guilherme tiveram nove filhos:
1. Adolfo I, Príncipe de Eschaumburgo-Lipa  (1 de agosto de 1817 – 8 de maio de 1893), casado com a princesa Hermínia de Waldeck e Pyrmont; com descendência.
2. Matilde de Eschaumburgo-Lipa (11 de setembro de 1818 –14 de agosto de 1891); casada com o duque Eugénio Guilherme de Württemberg; com descendência.
3. Adelaide de Eschaumburgo-Lipa (9 de março de 1821 – 30 de julho de 1899), casada com Frederico, Duque de Eslésvico-Holsácia-Sonderburgo-Glucksburgo; com descendência.
4. Ernesto de Eschaumburgo-Lipa (12 de dezembro de 1822 – 2 de abril de 1831), morreu aos oito anos de idade.
5. Ida de Eschaumburgo-Lipa (26 de maio de 1824 – 5 de março de 1894), morreu solteira e sem descendentes.
6. Ema de Eschaumburgo-Lipa (24 de dezembro de 1827 – 23 de janeiro de 1828), morreu com poucas semanas.
7. Guilherme de Eschaumburgo-Lipa (12 de dezembro de 1834 – 4 de abril de 1906); casado com a princesa Batilde de Anhalt-Dessau; com descendência.
8. Hermano de Eschaumburgo-Lipa (31 de outubro de 1839 – 23 de dezembro de 1839), morreu com quase dois meses de idade.
9. Isabel de Eschaumburgo-Lipa (5 de março de 1841 – 30 de novembro de 1926); casada com o príncipe Guilherme de Hanau e Horowitz, filho do casamento morganático de Frederico, Eleitor de Hesse.

## Títulos, formas de tratamento, honras e brasão de armas

### Títulos e formas de tratamento
- 26 de setembro de 1796 - 23 de junho de 1816: Sua Alteza Sereníssima, a princesa Ida de Waldeck e Pyrmont
- 23 de junho de 1816 - 21 de novembro de 1860: Sua Alteza Sereníssima, a princesa de Eschaumburgo-Lipa
- 21 de novembro de 1860 - 12 de abril de 1869: Sua Alteza Sereníssima, a princesa-viúva de Eschaumburgo-Lipa

## Genealogia
| Ida de Waldeck e Pyrmont | Pai: Jorge I, Príncipe de Waldeck e Pyrmont | Avô paterno: Carlos Augusto, Príncipe de Waldeck e Pyrmont     | Bisavô paterno: Frederico António Ulrico, Príncipe de Waldeck e Pyrmont |
| Ida de Waldeck e Pyrmont | Pai: Jorge I, Príncipe de Waldeck e Pyrmont | Avô paterno: Carlos Augusto, Príncipe de Waldeck e Pyrmont     | Bisavó paterna: Luísa de Zweibrücken-Birkenfeld                         |
| Ida de Waldeck e Pyrmont | Pai: Jorge I, Príncipe de Waldeck e Pyrmont | Avó paterna: Cristiana Henriqueta do Palatinado-Zweibrücken    | Bisavô paterno: Cristiano III, Conde do Palatinado-Zweibrücken          |
| Ida de Waldeck e Pyrmont | Pai: Jorge I, Príncipe de Waldeck e Pyrmont | Avó paterna: Cristiana Henriqueta do Palatinado-Zweibrücken    | Bisavó paterna: Carolina de Nassau-Saarbrücken                          |
| Ida de Waldeck e Pyrmont | Mãe: Augusta de Schwarzburg-Sondershausen   | Avô materno: Augusto II, Príncipe de Schwarzburg-Sondershausen | Bisavô materno: Augusto I, Príncipe de Schwarzburg-Sondershausen        |
| Ida de Waldeck e Pyrmont | Mãe: Augusta de Schwarzburg-Sondershausen   | Avô materno: Augusto II, Príncipe de Schwarzburg-Sondershausen | Bisavó materna: Carlota de Anhalt-Bernburg                              |
| Ida de Waldeck e Pyrmont | Mãe: Augusta de Schwarzburg-Sondershausen   | Avó materna: Cristina de Anhalt-Bernburg                       | Bisavô materno: Frederico II, Príncipe de Anhalt-Bernburg               |
| Ida de Waldeck e Pyrmont | Mãe: Augusta de Schwarzburg-Sondershausen   | Avó materna: Cristina de Anhalt-Bernburg                       | Bisavó materna: Albertina de Brandemburgo-Schwedt                       |